# Commissario europeo per l'amministrazione
Il commissario europeo per l'amministrazione è un membro della Commissione europea. L'attuale commissario è il polacco Piotr Serafin, appartenente al Partito Popolare Europeo.

## Competenze
Il commissario europeo per l'amministrazione si occupa prevalentemente di coordinare i servizi di supporto alla Commissione europea e alle altre istituzioni dell'Unione europea e della gestione del suo personale.
Dal 2010 al 2014 le deleghe al personale e all'amministrazione da un lato e quelle alle relazioni interistituzionali dall'altro sono state assegnate al medesimo commissario.

## Il commissario attuale
L'attuale commissario è Piotr Serafin.

## Cronologia
| Commissario             | Stato membro | Commissione                           | Periodo          | Deleghe                                              |
| ----------------------- | ------------ | ------------------------------------- | ---------------- | ---------------------------------------------------- |
| Lionello Levi Sandri    | Italia       | Commissione Rey                       | 1967 - 1970      | Personale e amministrazione                          |
| Albert Coppé            | Belgio       | Commissione Mansholt                  | 1972 - 1973      | Personale e amministrazione                          |
| Albert Borschette       | Lussemburgo  | Commissione Ortoli                    | 1973 - 1976      | Personale e amministrazione                          |
| Raymond Vouel           | Lussemburgo  | Commissione Ortoli                    | 1976 - 1977      | Personale e amministrazione                          |
| Christopher Tugendhat   | Regno Unito  | Commissione Jenkins                   | 1977 - 1981      | Personale e amministrazione                          |
| Michael O'Kennedy       | Irlanda      | Commissione Thorn                     | 1981 - 1982      | Personale e amministrazione                          |
| Richard Burke           | Irlanda      | Commissione Thorn                     | 1982 - 1985      | Personale e amministrazione                          |
| Henning Christophersen  | Danimarca    | Commissione Delors I                  | 1985 -1989       | Personale e amministrazione                          |
| Antonio Cardoso e Cunha | Portogallo   | Commissione Delors II                 | 1989 -1993       | Personale e amministrazione                          |
| Karel Van Miert         | Belgio       | Commissione Delors III                | 1993 -1995       | Personale e amministrazione                          |
| Erkki Liikanen          | Finlandia    | Commissione Santer, Commissione Marín | 1995 -1999       | Personale e amministrazione                          |
| Neil Kinnock            | Regno Unito  | Commissione Prodi                     | 1999 -2004       | Riforma amministrativa                               |
| Siim Kallas             | Estonia      | Commissione Barroso I                 | 2004 -2010       | Affari amministrativi                                |
| Maroš Šefčovič          | Slovacchia   | Commissione Barroso II                | 2010 - 2014      | Relazioni interistituzionali e amministrazione       |
| Kristalina Georgieva    | Bulgaria     | Commissione Juncker                   | 2014 - 2016      | Bilancio e risorse umane                             |
| Günther Oettinger       | Germania     | Commissione Juncker                   | 2016 - 2019      | Bilancio e risorse umane                             |
| Johannes Hahn           | Austria      | Commissione von der Leyen I           | 2019 - 2024      | Bilancio e amministrazione                           |
| Piotr Serafin           | Polonia      | Commissione von der Leyen II          | 2024 - in carica | Bilancio, lotta antifrode e pubblica amministrazione |